# Juliette Toutain
Pour les articles homonymes, voir Toutain.
Juliette Toutain, née Marie Juliette Toutain le 22 juillet 1877 à Trouville-sur-Mer (France) et morte en 1948, est une pianiste, organiste et compositrice française.

## Biographie
Juliette Toutain naît le 22 juillet 1877 à Trouville-sur-Mer (France).
Juliette Toutain fut formée à la musique au Conservatoire de Paris. Elle obtint un premier prix de piano en 1896 dans la classe de Raoul Pugno, un premier prix d'harmonie en 1899 dans la classe d'Auguste Chapuis, un premier prix d'accompagnement au piano dans la classe de Paul Vidal ainsi qu'un premier prix d'orgue en 1901 dans la classe d'Alexandre Guilmant et un premier prix de contrepoint et fugue en 1902 dans la classe de composition de Gabriel Fauré.
Encouragée par le directeur du Conservatoire de Paris, Théodore Dubois, Juliette Toutain hésita à se présenter en 1902 au concours du Grand Prix de Rome de composition musicale mais renonça, préférant se présenter d'abord au concours du prix de contrepoint et fugue des classes de composition du Conservatoire. Néanmoins, sa possible candidature permit de soulever la question de l'admission des femmes au concours pour le Grand Prix de Rome de composition musicale.
En 1903, le concours du Grand Prix de Rome de composition musicale s'ouvrit aux femmes. Juliette Toutain s'y inscrivit sans pourtant y prendre part. Selon la musicologue Florence Launay, Juliette Toutain jugeait que les conditions de mise en loge ne respectaient pas les exigences de respectabilité d'une femme et demandait une femme de chambre, un chaperon, des repas et périodes de repos pris à l'écart de ses camarades masculins. Sa demande fut acceptée par le directeur du Conservatoire de Paris, Théodore Dubois, ainsi que Henri Roujon, le ministre des Beaux-arts, mais elle ne reçut cette réponse par une lettre que trop tard avant le début du concours. Juliette Toutain ne se présenta donc pas à Compiègne pour commencer sa mise en loge. À la suite de cette situation abracadabrantesque la famille Toutain demanda une annulation du concours et porta, en vain, l'affaire devant le Conseil d'État.
Le 12 avril 1904 elle épouse le peintre, illustrateur et affichiste Jules Grün.
Par la suite, Juliette Toutain poursuivit une carrière de pianiste, organiste et de compositrice.

## Œuvres

### Mélodies
- Rondel, poésie de Robert de La Villehervé (1903)[15]
- Mélancolie, poésie d'Albert Samain (1907)[16]
- Chanson d'été, poésie d'Albert Samain (1907)[17]
- L'oiseau bleu, poésie d'Amédée-Louis Hettich (1907)[18]
- Heures douces, poésie d'Amédée-Louis Hettich (1907)[19]

### Pièces pour piano
- Les Menottes, 10 morceaux très faciles (1908)[20]